# Linia de succesiune la tronul din Maroc
Actualul rege al Marocului este Mohammed al VI-lea. Articolul 20 din Constituția marocană din 1996 prevede că, coroana marocană și drepturile constituționale ale acestora vor fi ereditare și transmise de la tată la fiu, la descendenți direcți în linie masculină, în ordinea nașterii, cu excepția cazului în care regele ar trebui, în timpul vieții sale, să desemneze un alt succesor dintre fiii săi în afară de cel mai mare. 
În cazul lipsei de descendenți pe linie masculină directă, dreptul de succesiune la tron trebuie, în aceleași condiții, să fie investit în cel mai apropiat descendent de sex masculin cu consangvinitate garantată, în prezent Prințul Moulay Hicham al Marocului.

## Linia de succesiune

Stema monarhiei din Maroc

- HM Regele Mohammed V (1909–1961)
  -  HM Regele Hassan II (1929–1999)
    -  HM Regele (Mohammed VI; n. 1963) 
      - (1) HRH Prințul Moștenitor (Prințul Moulay Hassan; n. 2003)

    - (2) HRH Prințul Moulay Rachid (n. 1970)

  - HH Prințul Moulay Abdallah (1935–1983)
    - (3) Prințul Moulay Hicham (n. 1964)
    - (4) Prințul Moulay Ismail (n. 1981)
      - (5) Prințul Moulay Abdallah (n. 2010)